# SMS V 189
V 189 – niemiecki niszczyciel z okresu I wojny światowej. Dziesiąta jednostka typu V 180. Po wojnie przekazany Wielkiej Brytanii. Transportowany do Wielkiej Brytanii okręt ugrzęzł na mieliźnie i został na niej zezłomowany.